# Sci di fondo al XII Festival olimpico invernale della gioventù europea
Le gare di sci di fondo al XII Festival olimpico invernale della gioventù europea si sono svolte dal 26 al 30 gennaio 2015 sulla pista di Steg in Liechtenstein. Il programma ha previsto sette gare: tre maschili, tre femminili ed una mista.

## Podi

### Ragazzi
| Evento                            | Oro             | Tempo   | Argento              | Tempo   | Bronzo                  | Tempo   |
| 10 km tecnica classica (dettagli) | Petter Stakston | 27'08"9 | Herman Martens Meyer | 27'18"0 | Janosch Brugger         | 27'25"9 |
| 7,5 km tecnica libero (dettagli)  | Janosch Brugger | 19'06"0 | Egor Kazarinov       | 19'18"9 | Petter Stakston         | 19'29"9 |
| Sprint (dettagli)                 | Petter Stakston |         | Martin Collet        |         | Matis Bouscarra Gaubert |         |

### Ragazze
| Evento                             | Oro                    | Tempo   | Argento         | Tempo   | Bronzo                   | Tempo   |
| 7,5 km tecnica classica (dettagli) | Marte Maehlum Johansen | 23'04"3 | Lidija Durkina  | 23'08"8 | Katherine Sauerbrey      | 23'17"6 |
| 5 km tecnica libera (dettagli)     | Antonia Fraebel        | 13'46"1 | Olga Kucheruk   | 14'01"1 | Polina Nekrasova         | 14'03"6 |
| Sprint (dettagli)                  | Olga Kucheruk          |         | Antonia Fraebel |         | Martine Lorgen Oevrebust |         |

### Misti
| Evento                            | Oro                                                                 | Tempo   | Argento                                                                                      | Tempo   | Bronzo                                                                  | Tempo   |
| Staffetta mista 4x5 km (dettagli) | Russia Alexander Klugen Lidija Durkina Egor Kazarinov Olga Kucheruk | 55'19"7 | Norvegia Petter Stakston Marte Maehlum Johansen Simen Thune Rolfsen Martine Lorgen Oevrebust | 55'30"3 | Germania Jakob Vogt Katherine Sauerbrey Janosch Brugger Antonia Fraebel | 56'39"0 |

## Medagliere
| Pos.   | Paese    | Oro | Argento | Bronzo | Totale |
| ------ | -------- | --- | ------- | ------ | ------ |
| 1      | Norvegia | 3   | 2       | 2      | 7      |
| 2      | Russia   | 2   | 3       | 1      | 6      |
| 3      | Germania | 2   | 1       | 3      | 6      |
| 4      | Francia  | 0   | 1       | 1      | 2      |
| Totale | Totale   | 7   | 7       | 7      | 21     |